# Topola kalifornijska
Topola kalifornijska (Populus trichocarpa Torr. & A.Gray) – gatunek drzewa z rodziny wierzbowatych (Salicaceae). Występuje naturalnie w zachodniej części Ameryki Północnej, gdzie jest jednym z najwyższych drzew liściastych.

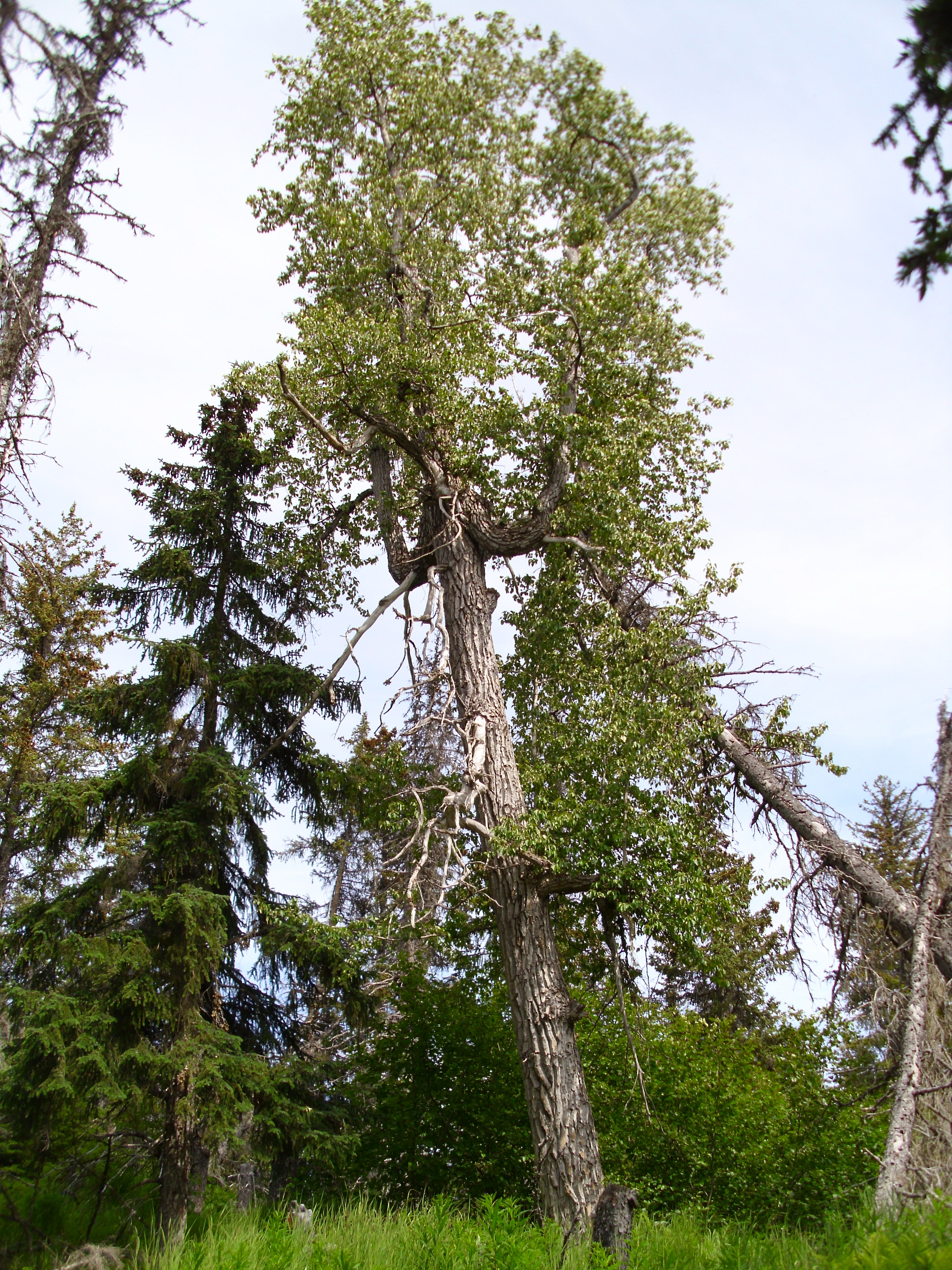
Pokrój

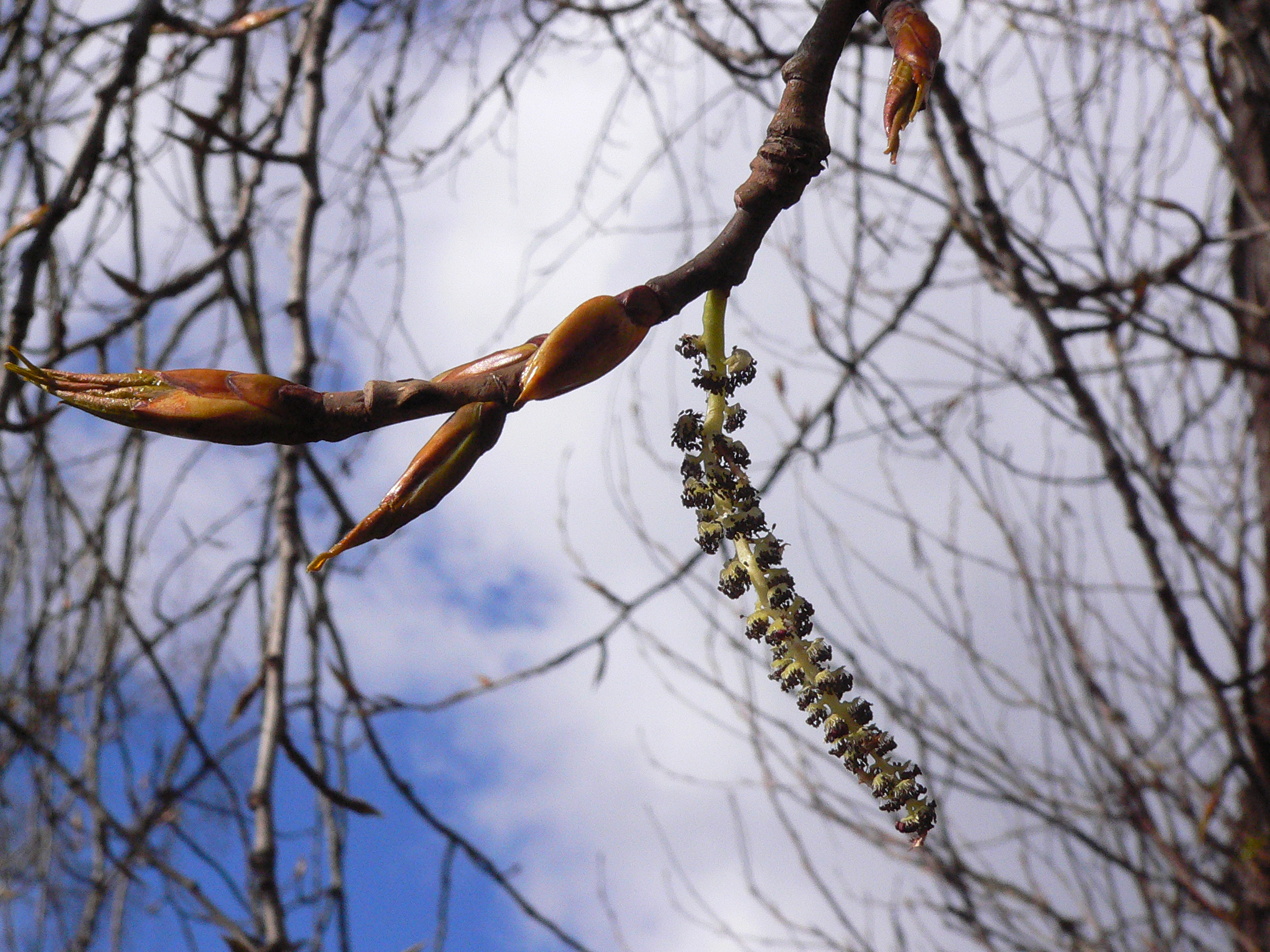
Kotki i pąki

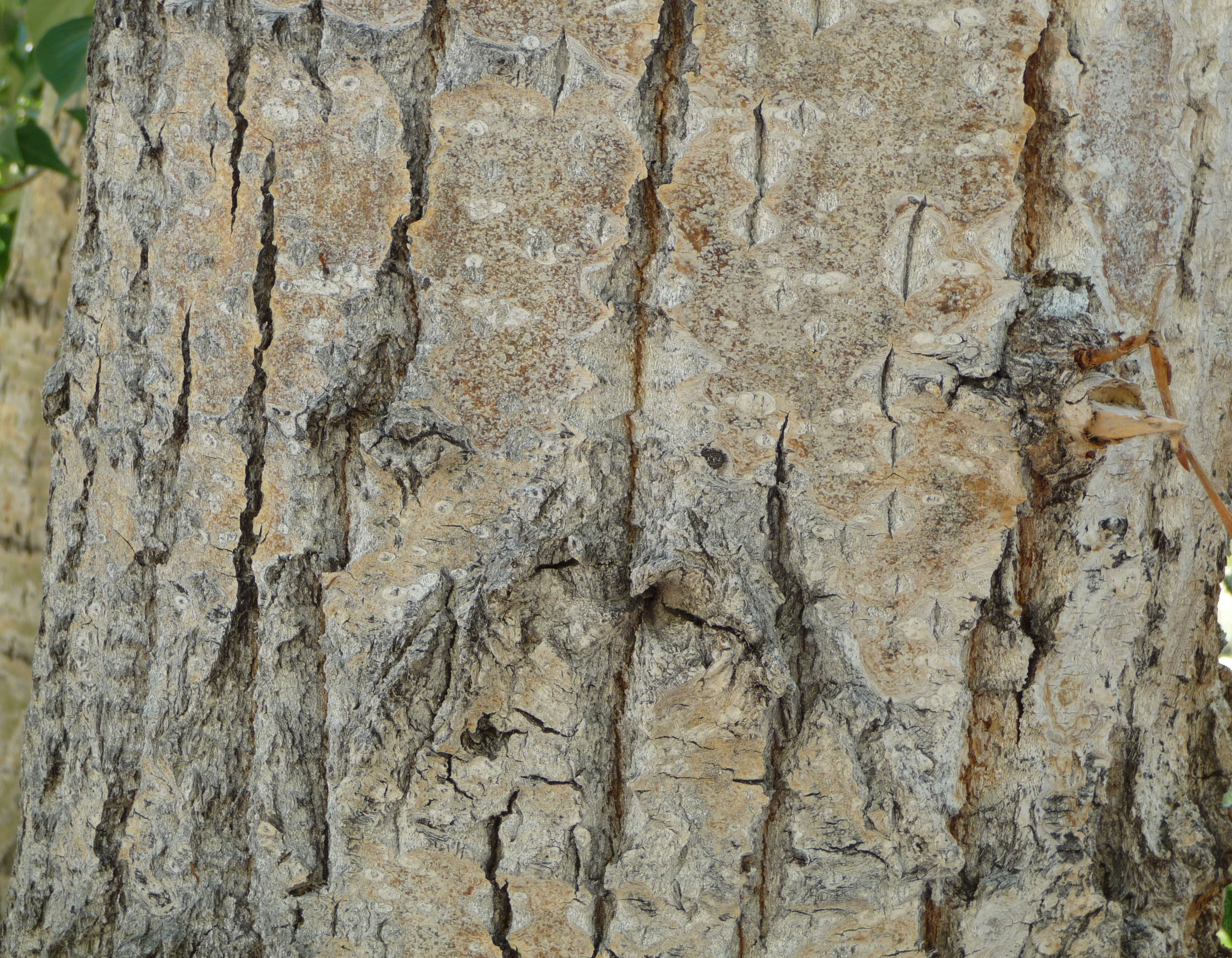
Kora

## Morfologia
PokrójW naturalnych warunkach dorasta do 70 m, natomiast w Polsce osiąga wysokość 42 m. Posiada wąski pokrój. Gałęzie są ukośnie uniesione do góry. Są bardzo łamliwe. Na pniu pojawia się często wiele odrostów.
KoraKora ma srebrzystą bądź jasnobrązową barwę. Jest lekko chropowata.
PędyGałązki są czerwonobrązowe i nagie. Pąki są długie i ostre. Często są lepkie od żywicy.
LiścieLiście bywają zmienne. Mogą być trójkątne, owalne, a nawet sercowate. Mają od 10 do 25 cm długości. Od spodu mają białą barwę z zielonymi nerwami i są tłuste. Młode listki posiadają drobny puch, jednak wcześnie stają się nagie. Rozwijające się liście mają jaskrawozieloną barwę, a jesienią przebarwiają się na kolor żółty.
OwoceTorebka pękająca 3 klapami na drzewach żeńskich.

## Biologia
Fanerofit. Jest to drzewo krótkowieczne. Jest bardzo podatne na bakteryjnego raka topoli Aplanobacter populi.

## Zmienność
Odmiana uprawna:
- 'Fritzi Pauley' – odmiana wyhodowana w stanie Waszyngton w Stanach Zjednoczonych. Odporna na bakteryjnego raka topoli Aplanobacter populi. Bardziej żywotna. Posiada prosty pień z odrostami. Kora ma brązową barwę.